# Панин, Андрей Владимирович
Андре́й Влади́мирович Па́нин (28 мая 1962, Новосибирск — 6 марта 2013, Москва) — советский и российский актёр театра и кино, кинорежиссёр, заслуженный артист Российской Федерации (1999), лауреат Государственной премии Российской Федерации (2001) и премии «Ника» (2003, 2013 — посмертно), неоднократный номинант на премию «Золотой орёл».

## Биография
Родился 28 мая 1962 года в Новосибирске в семье Владимира Алексеевича и Анны Георгиевны Паниных. Отец актёра родился в 1937 году в Колпашеве, в Сибири, куда сослали его родителей во время раскулачивания. Мать (девичья фамилия Глазина) — донская казачка, родилась на хуторе Рюмино Волгоградской области в 1935 году. Родители Андрея были связаны с наукой: отец был радиофизиком, а мать преподавала физику в школе, оба окончили Томский университет, там же познакомились (на 4 курсе) и вскоре поженились. Через два года после рождения сына семья переехала в Челябинск, затем, когда Андрею исполнилось шесть лет, — в Кемерово. Там же родилась родная сестра Нина, ставшая экономистом.
По собственному признанию, рос хилым ребёнком с непростым характером. Занимался боксом и карате, выступал за сборную области на союзных первенствах, а также танцами — однажды ездил с творческим коллективом в Москву, на ВДНХ. Окончив кемеровскую среднюю школу № 31, по рекомендации родителей поступил в Кемеровский пищевой институт на специальность инженера холодильных установок, однако уже через год был отчислен «за аморальное поведение» и по совету приятеля стал студентом режиссёрского факультета Кемеровского института культуры. В годы учёбы сыграл свои первые роли в спектаклях «Сашка» и «Альпийская баллада» на сцене театра-студии «Встреча» Кемеровского государственного университета, вёл студию пантомимы «Пластилин». Параллельно ездил в Москву продавать джинсы и кроссовки и трижды пробовал поступить в Школу-студию МХАТ. Но его не принимали из-за дефектов речи и «смутной внешности». После окончания института культуры некоторое время проработал в Минусинском драматическом театре. В 1986 году вновь отправился в Москву и с четвёртого раза поступил. Стал учеником Александра Калягина, руководителя курса, первым получив у него оценку «отлично» по актёрскому мастерству. Вместе с однокурсниками Александром Лазаревым-младшим и Юлией Меньшовой сыграл в поставленном Калягиным дипломном спектакле «Чайка» (роль Шамраева). После окончания Школы-студии МХАТ в 1990 году Панин был приглашён в МХАТ имени А. П. Чехова на главные роли в двух спектаклях «Бобок» и «Додо». Вскоре поступило предложение прийти в Школу-студию МХАТ в качестве ассистента преподавателя на курс Д. Брусникина, где Панин познакомился со студенткой Натальей Рогожкиной, которая впоследствии стала не только актрисой МХАТ имени Чехова, но и его второй женой.
Среди сценических работ Панина роли в спектаклях «Маленькие трагедии» по произведениям А. С. Пушкина (1996), «Три сестры» по пьесе А. П. Чехова (1997), «Женитьба» по пьесе Н. В. Гоголя (1997) и др. В МХАТ имени Чехова работал до 2000 года. Затем вышел на сцену в новой антрепризной постановке «Зима» по пьесе Евгения Гришковца, режиссёра Виктора Шамирова (2000), заменив погибшего Евгения Дворжецкого. Работал в театре под руководством Олега Табакова, где играл в спектакле Владимира Машкова «Смертельный номер» по пьесе Олега Антонова, в 1995 году спектакль был удостоен премии «Хрустальная Турандот». В Театре им. А. С. Пушкина играл в постановках режиссёра Романа Козака «Академия смеха» по пьесе Коки Митани (2001) в дуэте с Николаем Фоменко (спектакль был награждён театральной премией «Чайка») и в спектакле «Трое на качелях» по пьесе Луиджи Лунари (2003).

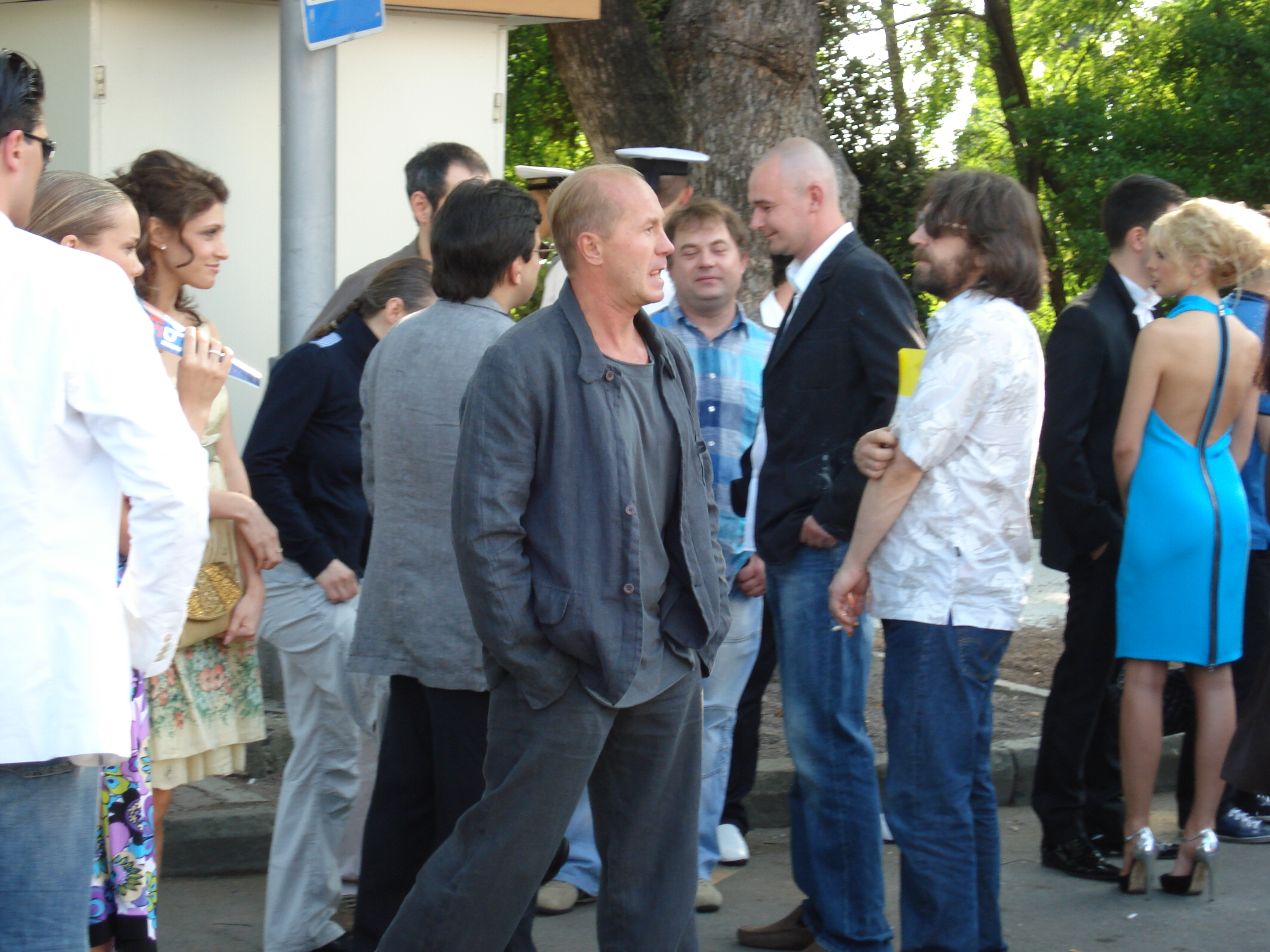
Андрей Панин на открытии кинофестиваля «Кинотавр-2009» в Сочи

Одну из первых ролей в кинематографе Панин сыграл в фильме «По прямой» режиссёра Сергея Члиянца. Известность приобрёл благодаря картинам «Мама, не горюй» Максима Пежемского и «Мама» Дениса Евстигнеева. В 2000 году сыграл роль пьяницы Гаркуши в фильме Павла Лунгина «Свадьба». Фильм получил специальный приз жюри «За лучший актёрский ансамбль» на Каннском кинофестивале в 2000 году.
Сыграл криминального авторитета Лёву Шаламова в фильме Александра Атанесяна «24 часа». Популярность пришла к Панину после телесериала «Бригада» режиссёра Алексея Сидорова, где он сыграл роль коррумпированного милиционера Владимира Каверина. Позднее ещё снимался в фильмах Алексея Сидорова «Бой с тенью», «Бой с тенью 2: Реванш» и «Бой с тенью 3D: Последний раунд», сыграв главного антигероя Вагита Валиева. Популярности Панина способствовал также успех телесериала «Каменская».
В 2003 году вышел фильм «Шик» Бахтияра Худойназарова, в котором Панин сыграл небольшую роль эксцентричного беглого отца главного героя (премия «Ника»). В том же году сыграл в фильме «Трио» Александра Прошкина роль оперативника майора Агапова (приз фестиваля «Окно в Европу»).
Панин играл в фильмах режиссёров Павла Чухрая («Водитель для Веры»), Карена Шахназарова («День полнолуния», «Яды, или Всемирная история отравлений» и «Всадник по имени Смерть»), Алексея Балабанова («Жмурки» и «Морфий»). В телесериале «Преступление и наказание» режиссёра Дмитрия Светозарова сыграл роль Порфирия Петровича.
В 2004 году Панин снял в качестве режиссёра телесериал «Полный вперёд!» (ремейк фильма 1954 года «Верные друзья») и в 2007 году — фильм «Внук космонавта» (в соавторстве с Тамарой Владимирцевой). Также приобрёл права на экранизацию романа Захара Прилепина «Патологии», для которого был проведён кастинг и нашлось финансирование. Однако из-за того, что нельзя было снимать фильм, действие которого происходит в Чечне, работа не была продолжена.
В 2005 году был приглашён в жюри Высшей лиги КВН. Снялся в фильме «Последний бронепоезд».
В 2006 году выпустил экспериментальную актёрскую мастерскую во ВГИКе.
Среди учеников мастерской Андрея Панина актёры: Сергей Ларин, Илья Оболонков, Сергей Чирков (учился в мастерской 1 год).
Андрей Панин о своей мастерской в «Российской газете» 10.06.2005:
Я создал свою мастерскую, чтобы обучать молодёжь актёрской профессии. Мы начинали со студенческого театра МГУ, но МГУ всё же не готовит профессиональных актёров. Я ушёл во ВГИК, взяв несколько студентов. Добор сделал жёсткий. После первого курса из 25 человек осталось 4. Наполеон признавал трудолюбие основой успеха. Я с ним согласен. Если в конце учёбы выпущу 7 человек, буду считать, что что-то сделал. От воинствующего дилетантизма надо избавляться. Зато одарённых ребят перевожу на бесплатную форму учебы. Актёрская профессия жёсткая. В ней нет слесарей второго разряда, только высшего.
В 2008 году на экраны вышел фильм «Иллюзия страха», в котором Панин исполнил три роли: Игоря Короба, царя Соломона и Гарика.
В 2011 году сыграл роль доктора Ватсона в сериале о Шерлоке Холмсе. Его Ватсон заметно отличался от привычного зрителю образа Виталия Соломина и занимал в сюжете гораздо более заметное место. Актёр не дожил до озвучки на стадии пост-продакшна, но создатели смогли использовать записи его голоса со съёмок.
В 2012 году Панин принял участие в мультимедийном проекте «Живая поэзия», исполнив ряд стихотворений на христианские темы Владимира Набокова, Велимира Хлебникова и Владислава Ходасевича. Также в 2012 году в рамках проекта «Кино для ушей» сыграл в аудиоспектакле Марии Величкиной «Дело № 1937» по роману Н.Нарокова «Мнимые величины» (роль: Иван Гаврилович Русаков, заключённый камеры смертников).
В 2013 году вышла последняя работа Панина в сериале Бахтиера Худойназарова «Гетеры майора Соколова», где он сыграл главную роль — майора НКВД Андрея Соколова.
В марте 2013 года Российская академия кинематографических искусств объявила номинантов на премию «Ника», в числе которых был и Андрей Панин, выдвинутый за лучшую мужскую роль второго плана в картине «Искупление». Актёр выиграл номинацию, но в связи с его гибелью премию принял режиссёр фильма Александр Прошкин (награждение состоялось 2 апреля 2013 года).

## Гибель и её расследование

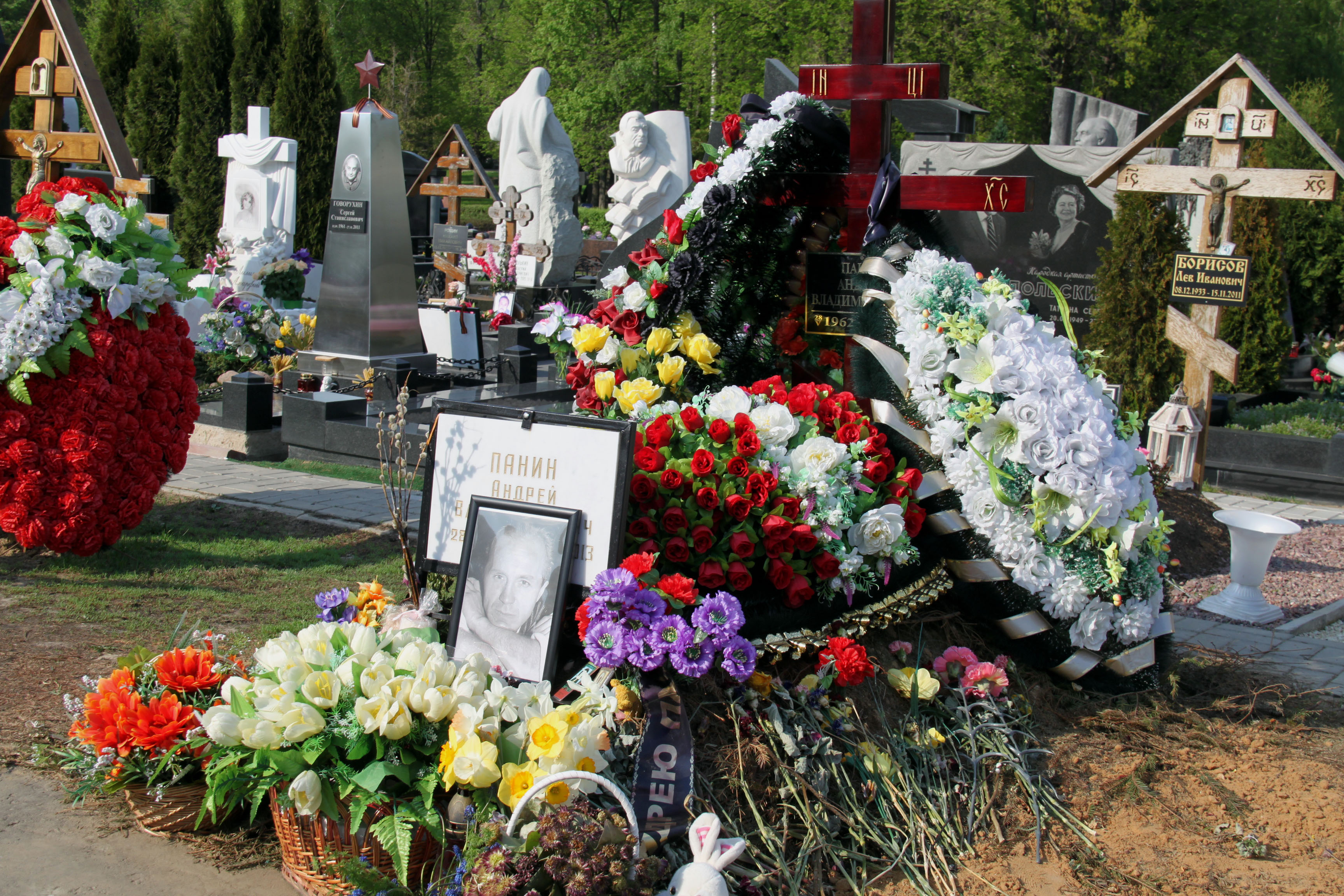
Могила Андрея Панина на Троекуровском кладбище

Андрей Панин погиб 6 марта 2013 года в Москве на 51-м году жизни. Одна из первых выдвигавшихся версий гибели — несчастный случай.
Андрей Панин был найден мёртвым около 11 часов утра 7 марта 2013 года в своей квартире, в доме 18 корпус 1 на Балаклавском проспекте, на юге Москвы. Предварительной причиной смерти была названа потеря крови вследствие тяжёлой черепно-мозговой травмы: как первоначально утверждали специалисты, он упал с высоты собственного роста и сильно ударился головой. Однако вечером того же дня возникла версия о насильственной смерти: судмедэксперты, исследовавшие тело, пришли к выводу, что в результате случайного падения такого рода травму актёр получить не мог, вполне вероятно, он был убит. Согласно источникам из судмедбюро, лицо Панина было разбито в кровь, правый глаз закрылся от выраженной параорбитальной гематомы, обнаружены ссадины на костяшках пальцев рук, гематомы в области коленных суставов, в ранах были найдены осколки стекла. Панин, скорее всего, сопротивлялся и ранил убийцу. На борьбу указывали и другие признаки: следы крови, беспорядок по всей квартире, сдвинутая мебель. Странные звуки и стоны слышали и соседи, но не обратили на это внимания.
По сообщению официального представителя СК РФ Владимира Маркина, 10 марта было возбуждено уголовное дело по факту смерти Панина по части 4 статьи 111 УК РФ (причинение тяжкого вреда здоровью, повлёкшее по неосторожности смерть потерпевшего).
Прощание с актёром прошло 12 марта 2013 года в МХТ имени А. П. Чехова. После гражданской панихиды состоялось отпевание в Храме Николая Чудотворца в Троекурове. Похоронен на Троекуровском кладбище на Аллее актёров.
Через год после смерти Панина дело о его гибели было закрыто. В начале 2015 года ряд СМИ со ссылкой на вдову Панина сообщил, что Следственный комитет России прекратил уголовное дело по факту его гибели «за отсутствием состава преступления». Но ряд коллег, в том числе актёр Александр Яценко, режиссёр Александр Прошкин и ближайший друг Андрея Панина Геннадий Русин, обнаруживший его тело, уверен, что имело место убийство. Позже уверенность в том, что Панин был убит, выразил снимавшийся с ним в трилогии «Бой с тенью» Денис Никифоров. По мнению родителей актёра, убийство могло быть связано с крупным денежным долгом.
В мае 2021 года сообщалось, что Геннадий Русин с товарищами провёл собственное расследование гибели артиста, которое привело их к неким «украинским бизнесменам», которые «взяли в оборот» и обманули Панина, когда тот снимался в Крыму. По всей видимости, они решили припугнуть его, приехав в Москву, хотя и не собирались его убивать. Однако, покинув квартиру после избиения и закрыв Панина с обратной стороны на ключ, напавшие на него обрекли его на гибель из-за отёка мозга.
Вскоре на могиле актёра был установлен памятник.

## Семья
Первая жена — Татьяна Французова, экономист.
Дочь Надежда Французова (род. 1983).
Вторая жена — Наталья Рогожкина, актриса. В официальном браке были 7 лет (2006—2013).
Сыновья Александр (род. 2001), Пётр (род. 2008).

## Отзывы
Карен Шахназаров говорил об Андрее Панине в журнале «Сеанс» в 2005 году:
В нём есть харизма, есть личность, есть внутренний конфликт. В глазах есть, не выкинешь. И потому его роли всегда притягивают. Даже те, в которых он вроде как повторяется. Что его отличает? Необыкновенная органика. И при этом — способность к острому рисунку. Он великолепен как в характерных ролях, так и в драматических. Причём в драматических всегда присутствует элемент острой характерности, а в характерных — внутренний смысл. Подтекст, содержание. Именно это сочетание, очень редкое, — его визитная карточка.

## Память

### Музей в Кемерове
27 сентября 2014 года был открыт Мемориальный музей, посвящённый актёру, в Кемеровском государственном институте культуры. Организовать музей было решено весной 2013 года, после смерти Андрея Панина. В экспозицию музея вошли студенческие фотографии Панина, связанные с ним документы из архива ВУЗа, афиши и программы учебных спектаклей и другие экспонаты, включая ряд личных документов. Этаж, на котором расположена кафедра театрального искусства, назван в честь актёра. Учёный совет ВУЗа учредил ежегодную премию Андрея Панина «Рыжий клоун».

### Документальные фильмы
- 17 марта 2013 — документальный фильм «Первого канала» «Андрей Панин. Недоигранная жизнь»,
- 17 марта 2013 — документальный фильм «НТВ» «Мужская работа: Жизнь, роли и трагедия Андрея Панина»,
- 19 марта 2013 — документальный фильм телеканала «ТВ Центр» «Андрей Панин. Всадник по имени Жизнь»,
- 31 марта 2015 — документальный фильм телеканала «ТВ-Мост Кемерово» «Андрей Панин. „Рыжий клоун“»,
- 28 марта 2017 — документальный фильм телеканала «ТВ Центр» «Прощание. Андрей Панин»,
- 14 апреля 2018 — документальный фильм «Первого канала» «Андрей Панин. Невыясненные обстоятельства»,
- 26 мая 2022 — документальный фильм телеканала «ТВ Центр» «Андрей Панин. Бой с тенью».

### Выставка графических работ
Андрей Панин увлекался рисованием, хотя эта грань его творчества оставалась малоизвестной за пределами его семьи и друзей. Его рисунки отличаются сюрреалистичными сюжетами, карикатурностью и абсурдностью образов, изобилием мелких деталей. 18—19 апреля 2015 года в Москве в рамках ежегодного фестиваля современного искусства DOCA-2015 (Days of Contemporary Art) состоялась премьерная выставка рисунков актёра Андрея Панина, подготовленная семьёй артиста и его близким другом Геннадием Русиным.

## Фильмография

### Актёрские работы
- 1992 — По прямой — Дима, охранник на зоне;
- 1994 — Under the Hammer / Под молотком (британский комедийно-драматический телесериал, который первоначально транслировался на ITV в 1994 году, состоит из 7 эпизодов-серий) — Man in Green Overcoat / Мужчина в зелёном пальто;
- 1994 — Прохиндиада-2 — Андрей Андреевич, мужчина на бирже;
- 1997 — Мама, не горюй — Морячок;
- 1998 — День полнолуния — Капитан;
- 1998 — Чехов и Ко — Пётр Рублёв, тапер, 6 серия «Тапёр» / Пружина-Пружинский, помощник исправника, 7 серия «Невидимые миру слёзы»;
- 1999 — Мама — отец семейства Юрьевых, бывший фронтовик;
- 1999—2000 — Каменская — Владислав Николаевич Стасов, частный детектив, фильм 1 «Стечение обстоятельств», фильм 7 «Чужая маска», фильм 8 «Не мешайте палачу»;
- 1999 — Женщин обижать не рекомендуется — Вадим Павлович, директор школы;
- 2000 — Свадьба — Гаркуша, друг Миши, работяга и пьяница;
- 2000 — 24 часа — Лёва, Леонид Александрович Шаламов, бизнесмен, главная роль;
- 2000 — Граница. Таёжный роман — Вячеслав Ворон, майор, начальник особого отдела, муж Альбины, главная роль;
- 2000 — Нежный возраст — Окуньков, старший лейтенант милиции (в титрах — капитан Окуньков);
- 2000 — Артист и мастер изображения — Затейник, он же «Ликёр», бандит;
- 2000 — Вместо меня — Анатолий, бизнесмен;
- 2001 — День рождения Буржуя 2 — Сергей Мовенко, майор милиции, друг следователя Борихина;
- 2001 — Яды, или Всемирная история отравлений — Чезаре Борджиа, сын папы Александра VI;
- 2001 — Семейные тайны — Максим Андреевич Савин, управляющий «Сервис-банка», главная роль;
- 2001 — Пятый угол — Юрий Пестров, работник органов образования, муж Людмилы, главная роль;
- 2002 — Каменская-2 —Владислав Николаевич Стасов, частный детектив, муж Татьяны Томилиной, фильм 2 «Я умер вчера»;
- 2002 — Спартак и Калашников — Марат Иванович, директор детдома «Алые паруса»;
- 2002 — Жизнь забавами полна — Виктор Сергеевич, младший научный сотрудник, репетитор, сосед Веры;
- 2002 — Бригада — Владимир Евгеньевич Каверин («Володя-Опер»), бывший старший лейтенант милиции, враг «Бригады», главная роль;
- 2002 — Марш Турецкого-2 — Алексей «Скунс», киллер, фильм 12 «Оборотень»;
- 2003 — Летний дождь — Леонид Романов, бизнесмен;
- 2003 — Даже не думай! — Анатолий Чернов, бизнесмен;
- 2003 — Шик — Платон Андреевич, закройщик, отец Кости;
- 2003 — Трио — Николай Егорович Агапов, майор милиции, главная роль;
- 2003 — Каменская-3 — Владислав Николаевич Стасов, частный детектив, муж Татьяны Томилиной, фильм 1 «Иллюзия греха», фильм 2 «Когда боги смеются», фильм 4 «Седьмая жертва»;
- 2003 — Шукшинские рассказы (новелла «Вянет — пропадает») — Хмырь;
- 2004 — Даже не думай-2: Тень независимости — Анатолий Чернов, бизнесмен, отец Маши;
- 2004 — Всадник по имени Смерть — Жорж, террорист, главная роль;
- 2004 — Водитель для Веры — Савельев, капитан КГБ, адъютант генерала Серова;
- 2004 — Человек-амфибия. Морской Дьявол — импресарио;
- 2005 — Бой с тенью — Вагит Валиев, бизнесмен, промоутер Артёма Колчина;
- 2005 — Жмурки — «Архитектор»;
- 2005 — Полный вперёд! — Николай Кокарев, «Кока-Коля», кузнец, главная роль;
- 2005 — Мама, не горюй 2 — Морячок, главная роль;
- 2006 — Сволочи — Антон Вячеславович Вишневецкий, подполковник, начальник лагеря, главная роль;
- 2006 — Доктор Живаго (1 серия) — Андрей Живаго, меценат, отец Юрия;
- 2006 — Последний бронепоезд — Михаил Романов, «Лесоруб», осужденный бывший комбриг, главная роль;
- 2006 — Внук космонавта — Толян Титов, скинхед, главная роль;
- 2007 — Ванечка — Павел Антонович Гаврилов, банкир, главная роль;
- 2007 — Бой с тенью-2: Реванш — Вагит Валиев, бизнесмен;
- 2007 — Преступление и наказание — Порфирий Петрович, пристав следственных дел, главная роль;
- 2008 — Поцелуй не для прессы — Александр Александрович Платов, влиятельный политик, затем президент, главная роль;
- 2008 — Морфий — Анатолий Лукич Демьяненко, фельдшер;
- 2008 — Иллюзия страха — Игорь Короб, бизнесмен / Соломон, царь / Гарик, художник, главная роль;
- 2008 — Пробка (не был завершен);
- 2008 — Каменская-5 — Владислав Николаевич Стасов, частный детектив, муж Татьяны Томилиной, фильм 1 «Реквием», фильм 5 «Соавторы», фильм 6 «Закон трёх отрицаний»;
- 2009 — Обречённые на войну — Стефан, поляк;
- 2009 — 9 мая. Личное отношение (киноальманах) — советский солдат, бывший клоун, новелла «В мае 1945-го»;
- 2009 — Журов — Иван Иванович Журов, следователь прокуратуры, главная роль;
- 2009 — Волки — Зиновий Петрович, капитан НКВД, главная роль;
- 2009 — С болваном (не был завершён);
- 2010 — Кандагар — Александр Готов, штурман, главная роль;
- 2010 — Апельсиновый сок — Стивен, бизнесмен, главная роль;
- 2010 — Утомлённые солнцем-2: Предстояние — Кравец, пионервожатый;
- 2008 — Старшая жена — Съезд, чабан, муж Биры, главная роль[42];
- 2010 — Близкий враг — Тяпкин, «Валёк», вор в законе, смотрящий региона;
- 2010 — На измене — Василий Кошкин, стоматолог, муж Лизы;
- 2010 — Одно звено (Казахстан) — Иван, бизнесмен, друг Петра;
- 2010 — Журов-2 — Иван Иванович Журов, следователь прокуратуры, главная роль;
- 2011 — Generation П — Коля Смирнов, водитель, виртуальный кандидат в президенты;
- 2011 — Каменская 6 — Владислав Николаевич Стасов, частный детектив, муж Татьяны Томилиной, фильм 5 «Чёрный список», фильм 6 «Пружина для мышеловки», главная роль;
- 2011 — Утомлённые солнцем 2 (телеверсия, 13 серий) — Кравец, пионервожатый;
- 2011 — Бой с тенью 3D: Последний раунд — Вагит Валиев, главная роль;
- 2011 — Высоцкий. Спасибо, что живой — Анатолий Нефёдов, друг и личный врач Высоцкого (прообраз — Анатолий Федотов);
- 2012 — Высоцкий. Четыре часа настоящей жизни (телеверсия, 4 серии) — Анатолий Нефёдов, друг и личный врач Высоцкого (прообраз — Анатолий Федотов);
- 2012 — Моя безумная семья! — Виктор Сергеевич Муравейников, учёный-биолог, отец Кости;
- 2012 — Отрыв — Игорь Николаевич Грумель, майор, начальник лагеря, муж Рады;
- 2012 — Орда — хан Тинибек;
- 2012 — Искупление — Фёдор, «Культурник», бывший фронтовик[43];
- 2013 — Пока ещё жива — Валентин Петрович Тяпкин, «Валёк», вор в законе, главная роль[44];
- 2013 — Икона (Грузия, Россия) — отец Маши;
- 2013 — Шерлок Холмс — доктор Джон Ватсон, отставной армейский врач, главная роль;
- 2013 — Бомба — Дан Перски, ювелир, отец Шейлы[45];
- 2014 — Гетеры майора Соколова — Андрей Соколов, майор НКВД, главная роль[46].

### Телеспектакли
- 1995 — Трагики и комедианты (телеверсия спектакля МХАТ имени А. П. Чехова) — киноартист в роли урядника.

### Режиссёрские работы
- 2005 — Полный вперёд! — совместно с Т. Владимирцевой,
- 2007 — Внук космонавта — совместно с Т. Владимирцевой.

### Участие в документальных фильмах
- 1988 — Сценическая речь
- 2002 — «Бригада»: за кадром. Фильм о фильме
- 2004 — Фильм о фильме «Всадник по имени Смерть»
- 2005 — Фильм о фильме «Мама не горюй-2»
- 2006 — Тень боя. Фильм о фильме
- 2006 — Фильм о фильме «Сволочи»
- 2010 — Ингеборга Дапкунайте. Без комплексов и вредных привычек

### Озвучивание
- 2006 — Мена — мультипликационный фильм.

### Креативный продюсер
- 2014 — Швейцар — режиссёр Аркадий Яхнис

## Театральные работы

### Московский Художественный театр имени А. П. Чехова
- 1991 — «Олень и шалашовка» А. Солженицына — Фиксатый
- 1991 — «Платонов» — Бугров
- 1992 — «Бобок» Ф. Достоевского — Шабрин
- 1992 — «Додо» — Генри
- 1993 — «Плач в пригоршню» — Иван
- 1994 — «Новый американец» — Хуриев
- 1995 — «Гофман» — Гофман
- 1996 — «Маленькие трагедии» А. Пушкина — Скупой рыцарь
- 1997 — «Три сестры» А. Чехова — Соленый
- 1997 — «Женитьба» Н. Гоголя — Жевакин
- «Перламутровая Зинаида» М. Рощина — Стулов
- «Ундина» Ж. Жироду — Огюст
- «Борис Годунов» А. Пушкина — Отрепьев
- «Кабала святош» М. Булгакова — Бутон
- «Приведения» И. Генрика — Освальд Альвинг

### Московский театр-студия под руководством Олега Табакова
- 1994 — «Смертельный номер» по пьесе Олега Антонова — Рыжий клоун; реж. В. Машков (любительская видеозапись)

### Антреприза. Продюсерский центр «Аметист»
- 2000 — «Зима» Е. Гришковца; реж. В. Шамиров — Первый солдат

### Московский драматический театр имени А. С. Пушкина
- 2001 — «Академия смеха» по пьесе Коки Митани; реж. Р. Козак — драматург Цубаки (любительская видеозапись)
- 2003 — «Трое на качелях» Луиджи Лунари; реж. Р. Козак — Капитан[47]

### АнтрепризаАлександра Абдулова
«Семейная идиллия» по пьесе «Жёлтый карлик» Олега Данилова; реж. Д. Астрахан — Владимир Жаровский.

## Награды
- 1996 — Театральная премия «Чайка» в номинации «Лучший злодей» за роль в спектакле «Маленькие трагедии» (МХТ имени А. П. Чехова).
- 18 апреля 1999 — Заслуженный артист Российской Федерации — за заслуги в области искусства
- 2001 — XII Международный фестиваль актёров кино «Созвездие-2001» — премия за лучшую мужскую роль второго плана (в фильме «Свадьба»)[48].
- 2001 — премия за лучшую мужскую роль второго плана «Золотой овен» (в фильме «Свадьба»)
- 10 июня 2002 — Государственная премия Российской Федерации 2001 года в области литературы и искусства — за телевизионный многосерийный художественный фильм «Граница. Таёжный роман»
- 2002 — Театральная премия «Чайка» в номинации «Двойной удар» — лучший театральный дуэт (с Н. Фоменко) за спектакль «Академия смеха» в постановке Р. Козака по итогам театрального сезона 2001—2002 годов.
- 2002 — премия газеты «Московский Комсомолец» в номинации «Тандем» — лучший театральный дуэт с (Н. Фоменко) за спектакль «Академия смеха» в постановке Р. Козака по итогам театрального сезона 2001—2002 годов.
- 2003 — номинация на премию «Золотой овен» за лучшую мужскую роль второго плана (в фильме «Шик»)
- 2003 — кинофестиваль «Окно в Европу» — приз за лучшую мужскую роль (в фильме «Трио»).
- 2004 — премия «Ника» в номинации «Лучшая мужская роль второго плана» (в фильме «Шик»)[49].
- 2004 — номинация на премию «Золотой овен» за лучшую мужскую роль второго плана (в фильме «Водитель для Веры»)
- 2005 — номинация на премию «Ника» за лучшую мужскую роль второго плана (в фильме «Водитель для Веры»).
- 2005 — номинация на премию «Золотой орёл» за лучшую мужскую роль второго плана (в фильме «Водитель для Веры»).
- 2006 — номинация «Лучший кинозлодей» на премию «MTV Russia Movie Awards» (в фильме «Бой с тенью»).
- 2008 — премия «MTV Russia Movie Awards» в номинации «Лучший кинозлодей» (в фильме «Бой с тенью 2: Реванш»).
- Орден «Ключ дружбы» (2008, Кемеровская область)[50]
- 2011 — номинация на премию «Золотой орёл» за лучшую мужскую роль второго плана (в фильме «Кандагар»).
- 2012 — номинация на премию «Ника» за лучшую мужскую роль второго плана (в фильме «Высоцкий. Спасибо, что живой»).
- 2013 — номинация на премию «Золотой орёл» за лучшую мужскую роль второго плана (в фильме «Орда»).
- 2013, посмертно — премия «Ника» за лучшую мужскую роль второго плана (в фильме «Искупление»)[51][52].
- 26 марта 2013, посмертно — Почётный гражданин Кемеровской области[53][54]
- 29 марта 2013, посмертно — «Сибиряк года — 2012» — по результатам ежегодного голосования на общественном сайте «Сибирь XXI век»[55]
- 2014, посмертно — премия Ассоциации продюсеров кино и телевидения в номинации «За выдающиеся заслуги в кинематографе»[56][57][58].

- 1996 — Театральная премия «Чайка» в номинации «Лучший злодей» за роль в спектакле «Маленькие трагедии» (МХТ имени А. П. Чехова).
- 18 апреля 1999 — Заслуженный артист Российской Федерации — за заслуги в области искусства[59]
- 2001 — XII Международный фестиваль актёров кино «Созвездие-2001» — премия за лучшую мужскую роль второго плана (в фильме «Свадьба»)[48].
- 2001 — премия за лучшую мужскую роль второго плана «Золотой овен» (в фильме «Свадьба»)
- 10 июня 2002 — Государственная премия Российской Федерации 2001 года в области литературы и искусства — за телевизионный многосерийный художественный фильм «Граница. Таёжный роман»[60].
- 2002 — Театральная премия «Чайка» в номинации «Двойной удар» — лучший театральный дуэт (с Н. Фоменко) за спектакль «Академия смеха» в постановке Р. Козака по итогам театрального сезона 2001—2002 годов.
- 2002 — премия газеты «Московский Комсомолец» в номинации «Тандем» — лучший театральный дуэт с (Н. Фоменко) за спектакль «Академия смеха» в постановке Р. Козака по итогам театрального сезона 2001—2002 годов.
- 2003 — номинация на премию «Золотой овен» за лучшую мужскую роль второго плана (в фильме «Шик»)
- 2003 — кинофестиваль «Окно в Европу» — приз за лучшую мужскую роль (в фильме «Трио»).
- 2004 — премия «Ника» в номинации «Лучшая мужская роль второго плана» (в фильме «Шик»)[49].
- 2004 — номинация на премию «Золотой овен» за лучшую мужскую роль второго плана (в фильме «Водитель для Веры»)
- 2005 — номинация на премию «Ника» за лучшую мужскую роль второго плана (в фильме «Водитель для Веры»).
- 2005 — номинация на премию «Золотой орёл» за лучшую мужскую роль второго плана (в фильме «Водитель для Веры»).
- 2006 — номинация «Лучший кинозлодей» на премию «MTV Russia Movie Awards» (в фильме «Бой с тенью»).
- 2008 — премия «MTV Russia Movie Awards» в номинации «Лучший кинозлодей» (в фильме «Бой с тенью 2: Реванш»).
- Орден «Ключ дружбы» (2008, Кемеровская область)[50]
- 2011 — номинация на премию «Золотой орёл» за лучшую мужскую роль второго плана (в фильме «Кандагар»).
- 2012 — номинация на премию «Ника» за лучшую мужскую роль второго плана (в фильме «Высоцкий. Спасибо, что живой»).
- 2013 — номинация на премию «Золотой орёл» за лучшую мужскую роль второго плана (в фильме «Орда»).
- 2013, посмертно — премия «Ника» за лучшую мужскую роль второго плана (в фильме «Искупление»)[51][52].
- 26 марта 2013, посмертно — Почётный гражданин Кемеровской области[53][54]
- 29 марта 2013, посмертно — «Сибиряк года — 2012» — по результатам ежегодного голосования на общественном сайте «Сибирь XXI век»[55]
- 2014, посмертно — премия Ассоциации продюсеров кино и телевидения в номинации «За выдающиеся заслуги в кинематографе»[56][57][58].